# Пандија
Пандија (грч. Πανδία) је у грчкој митологији била богиња пуног месеца.

## Митологија
Била је кћерка Зевса и Селене и сматрана је божанством пуног месеца, али и росе која храни земљу, па су је неки аутори назвали Ерса, што значи „роса“, али и Немеја. Нејасно је да ли су то називи за исту личност или се ради о различитим митолошким личностима. Могуће је и да је она била једна од педесет кћерки Селене и Ендимиона. Живела је међу боговима и описивана је као изузетно („узбуђујуће“) лепа.

## Култ
Према Пиндару, њено име је било Немеја и она је била епонимна хероина града Немеје, где је поштован култ њене мајке, Селене. Крај тог града, у граду Флијунту у Сикиону је била поштована богиња Дија, која је можда Пандија, а можда и богиња Хеба. Међутим, Хебина мајка Хера је често идентификована са Пандијином мајком Селеном.